# Noord Deurningen
Noord Deurningen ist ein Dorf in der niederländischen Region Twente. Es ist seit 2001 Teil der Gemeinde Dinkelland und hat mehr als 1000 Einwohner.

## Lage
Noord Deurningen liegt nordöstlich von Denekamp und etwa 1 Kilometer von der deutschen Grenze bei Nordhorn entfernt. Durch den Ort verläuft die N342.
Noord Deurningen sollte nicht mit Deurningen verwechselt werden, das ebenfalls in der Gemeinde Dinkelland liegt.

## Geschichte
1382 war bereits von dem Weiler Nord-Dorningen die Rede. Am 1. Januar 2004 lebten 360 Familien in Noord Deurningen.

## Kloster und Pfarrkirche
Im Ort liegt das Klooster Noord Deurningen, das wahrscheinlich Anfang des 13. Jahrhunderts von Franziskanerinnen  gegründet wurde. Zuvor bestand dort ein altes Herrenhaus mit Hof, damals noch Het Lubberdink genannt. Das Kloster ist im Besitz der römisch-katholischen St.-Nikolaus-Stiftung.
Die Pfarrkirche im Dorf ist die R. K. Pfarrei H. Joseph.